# هانس کراسا
هانس کراسا (چکی: Hans Krása; ۳۰ نوامبر ۱۸۹۹ – ۱۷ اکتبر ۱۹۴۴) آهنگساز اهل کشور چکسلواکی بود که در جریان هولوکاست در اردوگاه آشویتس به قتل رسید. او به سازماندهی زندگی فرهنگی در اردوگاه کار اجباری گتوی ترزینشتات کمک کرد.
از فیلم‌ها یا برنامه‌های تلویزیونی که وی در آن نقش داشته‌است می‌توان به اردوگاه کار اجباری ترزینشتات اشاره کرد.